# Dent de Fully
Dent de Fully är en bergstopp i Schweiz. Den ligger i distriktet Martigny och kantonen Valais, i den sydvästra delen av landet, 90 km söder om huvudstaden Bern. Toppen på Dent de Fully är 2 780 meter över havet.